# Middletown (Ohio)
Middletown – miasto w Stanach Zjednoczonych, położone w południowo-zachodniej części stanu Ohio.
W roku 2012 miejscowość liczyła 48 702 mieszkańców.
W mieście rozwinął się przemysł metalurgiczny, lotniczy oraz papierniczy.